# Prunera de Sòbol
La prunera de Sòbol, (coneguda també com el prinyoner de Sòbol), és una prunera (Prunus domesticus) que es troba al pla de Sòbol (al costat nord-est de l'antiga masia del mateix nom), al terme de Vilamantells (municipi de Guixers, comarca del Solsonès) i que a causa de la seva grandària i de la seva vellesa, ha estat declarada bé patrimonial del municipi de Guixers.